# David Nalle
David Nalle (2 de noviembre de 1924 - 2 de agosto de 2013) fue un diplomático, escritor y profesor, y exdirector de la Central de Monitoreo de Asia.

## Biografía
Nacido en Filadelfia, su estudio de Ingeniería de la Universidad de Princeton fue interrumpido por la Segunda Guerra Mundial, donde sirvió como aviador naval. Volvió a completar una licenciatura en inglés de la posguerra. En la década de 1950 se incorporó a la Agencia de Información de Estados Unidos y fue asignado a la mesa de Oriente Medio y finalmente enviado a Afganistán. Durante la década de 1960 sus escritos fueron publicado en Irán, Siria y Jordania, y comenzó a desarrollar una reputación como lingüista y experto en Asia Central y el Medio Oriente. En Irán también se desempeñó como director de la Sociedad de Irán-Estados Unidos. Regresó a los Estados Unidos para dirigir la división de la USIA para el Cercano Oriente, Asia del Sur y del Norte de África a finales de 1960 y principios de 1970 y luego se lo envió a Moscú, para realizar prensa y asuntos culturales. Después de su gira en Moscú, regresó a su puesto de supervisión antes de USIA. Trabajó un total de 28 años con la USIA.
Durante y después de su gira en Moscú en el final del régimen de Brezhnev, él y su esposa Peggy Nalle jugó un papel importante en ayudar a los artistas disidentes rusos en la organización de conciertos en Moscú y en conseguir su trabajo fuera de la Unión Soviética y los muestra en los Estados Unidos y Europa, así como ayudar a algunos artistas disidentes a emigrar de Rusia.
Después de retirarse de la USIA se convirtió en el director fundador de la Alfred Friendly Press Fellowship, cargo que ocupó durante 10 años, se superpuso con su posición como editor en Washington de la Central de Monitoreo de Asia. Ha escrito sobre Oriente Medio y los asuntos de Asia Central para el Diario de Oriente Medio y su Política. Fue el presidente emérito de la Conferencia Nava'i en Estudios de Asia Central de la Universidad de Georgetown e impartió cursos sobre Asia Central en la Universidad OLLI/Americana. Estuvo en los Comités Consultivos Nacionales de la Política Central de Oriente Medio y de la Alfred Friendly Foundation.